# Центрально-Міський район (Кривий Ріг)
Центра́льно-Міськи́й райо́н — адміністративний район міста Кривий Ріг на заході міста, у якому зосереджений історичний центр Кривого Рогу.

## Географічне розташування
Центрально-Міський район за своїм географічним положенням межує з Криворізьким районом Дніпропетровської області та з Металургійним й Інгулецьким районами міста.
Річка Саксагань впадає в Інгулець з півночі. На заході району річка Інгулець перегороджена греблею, що утворює Карачунівське водосховище.

## Історія
Район утворений 1939 року. Місто Кривий Ріг виросло з козацького поселення, що входило до складу Інгульської паланки Запорозького Коша. До 1939 року Центрально-Міський район носив назву Єжовський.

## Населення

### Мовний склад
Рідна мова населення за даними перепису 2001 року:
| Мова       | Чисельність, осіб | Доля    |
| ---------- | ----------------- | ------- |
| Українська | 58 187            | 64,13%  |
| Російська  | 31 587            | 34,82%  |
| Інше       | 956               | 1,05%   |
| Разом      | 90 730            | 100,00% |

## Житлові райони і населені пункти
Центр (або Місто), Гданцівка, Чорногорка, Карачуни (Бутівське, Богданівка), Весела Дача, Всебратське, Новогданцівка, Змичка, Карнаватка, Західний, Олександрів Дар (Рахманівка), Рудничне, Валявко. Села Авангард, Степне (знято з обліку у 2009 р.).

## Головні вулиці

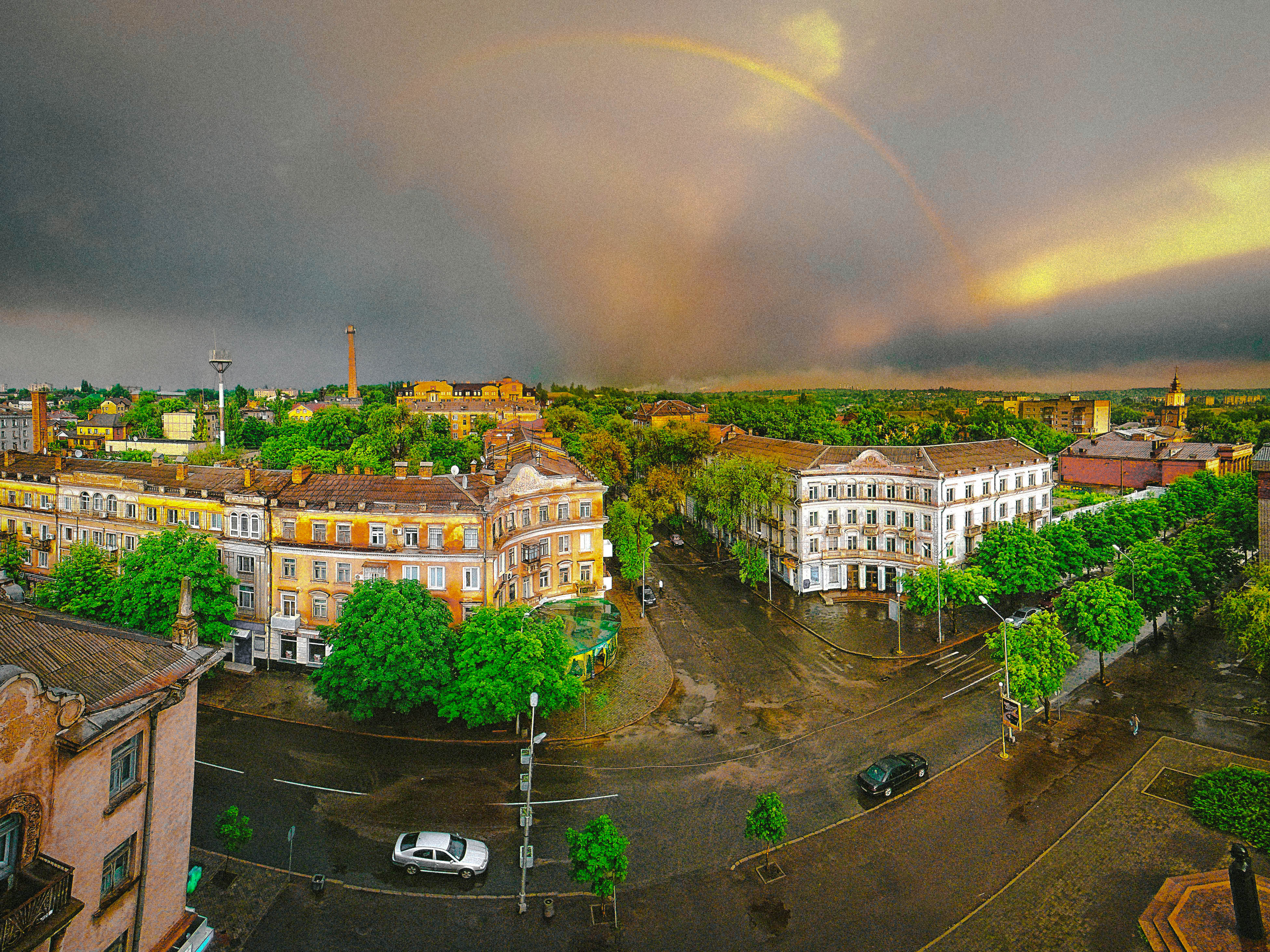
Перехрестя вул. Олександра Поля та пр. Поштового

- Поштовий проспект
- Свято-Миколаївська вулиця
- Центральний проспект
- Українська вулиця
- проспект Миру
- вулиця Петра Калнишевського
- площа Захисників України
- вулиця Олександра Поля
- Каунаська вулиця

## Визначні об'єкти
- парки Гданцівський, Театральний
- стадіон «Спартак»
- театр імені Тараса Шевченка
- Центральний базар

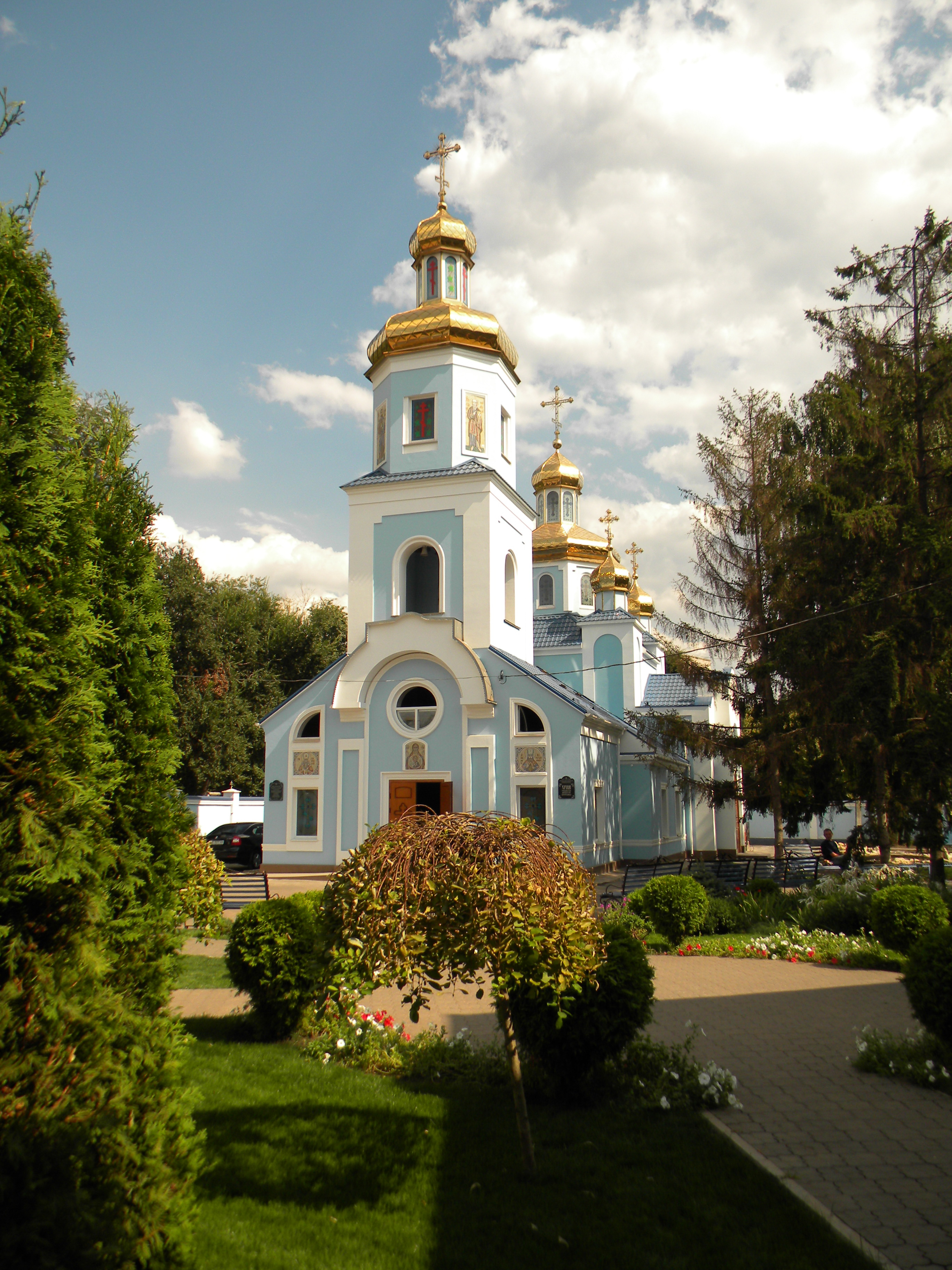
Храм Різдва Пресвятої Богородиці м. Кривий Ріг

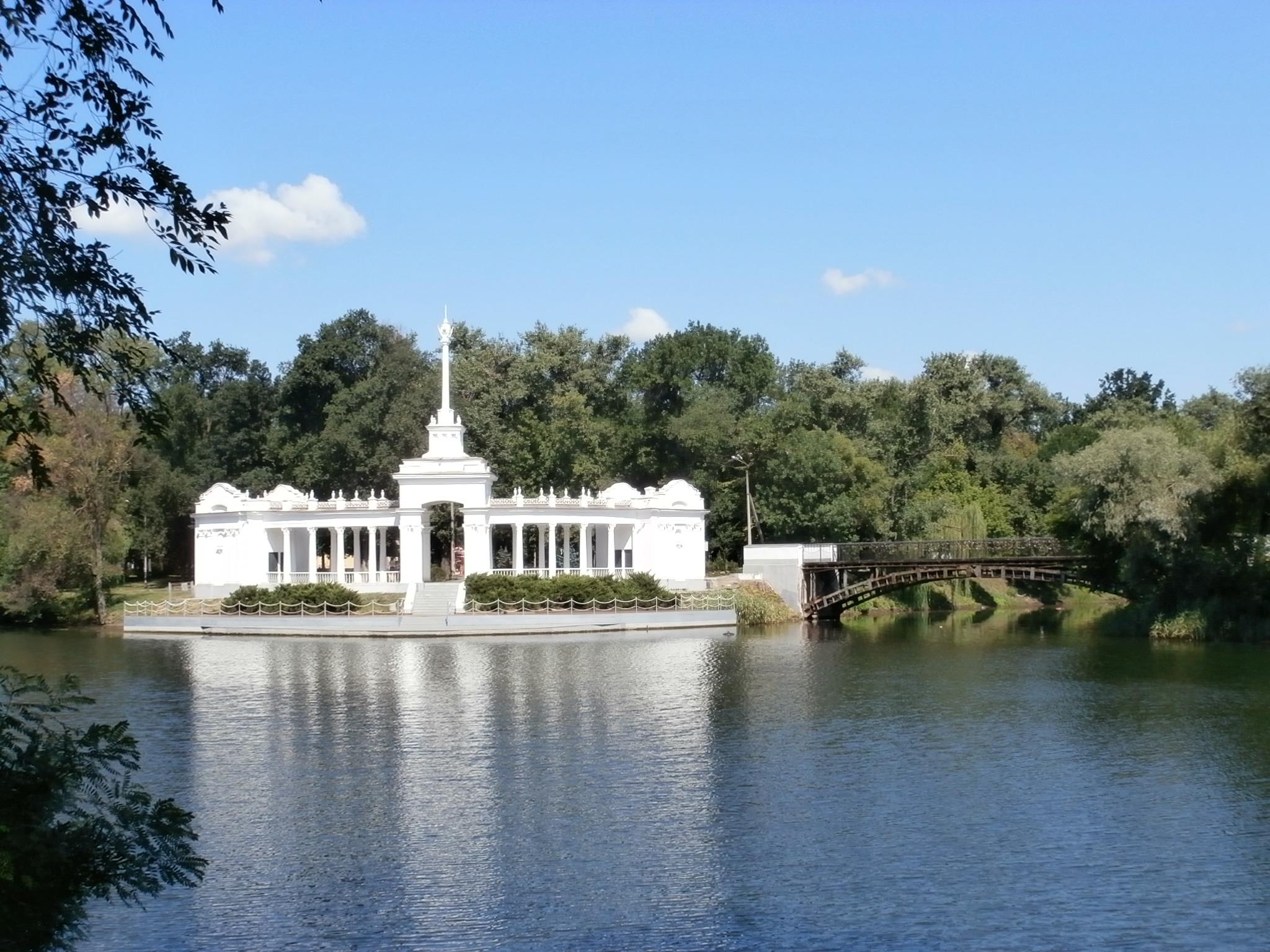
Човнова станція в парку ім. Федора Мершавцева

- геологічна пам'ятка природи «Скелі Орлине гніздо»,
- Парк культури й відпочинку ім. Федора Мершавцева

Низка курганів: курган (охоронний № 7808), курганний могильник «Ляхова могила».

### Пам'ятники
- Братська могила, в якій поховано п'ять комсомольців-підпільників, розстріляних 17 вересня 1943 р.
- Братська могила, в якій поховано 97 воїнів що загинули при визволенні Кривого Рогу в лютому 1944 р.
- Братська могила радянських воїнів (селище Рудничне)
- Пам'ятний знак на честь 200-річчя Кривого Рогу
- Меморіал пам'яті студентів та викладачів гірничорудного інституту 1941-1945 рр.
- Пам'ятний знак робітникам і службовцям заводу гірничого машинобудування, які загинули у 1941-1945 рр.

## Важливі установи
- Дитяча міська лікарня

Синагога Бейс Штерн Шульман, збудована у 2010

- Науково-дослідний інститут безпеки праці та екології в гірничорудній і металургійній промисловості
- Центрально-Міський районний суд

## Релігійні громади

### Православні
- Церква Різдва Пресвятої Богородиці Храм (МП) (вул. Українська, 83 у центрі)
- Свято-Миколаївська церква (вул. Свято-Миколаївська, 45А у центрі)
- Храм Покрови Пресвятої Богородиці (МП) (вул. Українська, 228 на Карнаватці)
- Церква Святого Великомученика Георгія Побідоносця (МП) (Всебратське-2)
- Церква московського патріархату ікони Божої Матері «Достойно є» (вул. Алмазна 16 на Карачунах)
- Храм Преподобного Іоанна Лествичника (МП) (вул. Тарапаківська 59А на МОДРі)

## Підприємства
- Гданцівський чавуноливарний завод
- цегельний завод
- рудоремонтний завод «Рудор»
- Криворізький міськмолокозавод № 1
- Турбінний завод «Констар»

## Транспорт

### Трамвай
| №п/п | Маршрут                                     | Траса маршруту |
| ---- | ------------------------------------------- | --- |
|      | вул. Українська — Пивзавод                  | вул. Прорізна — вул. Ньютона — вул. Окружна |
|      | Площа Домнобудівельників — вул. Буковинська | вул. Соборності — вул. Святогеоргіївська — вул. Вітчізни — вул. Криворіжсталі — вул. Тбіліська — вул. Джека Лондона — вул. Широківська — вул. Свято-Миколаївська — вул. Прорізна — вул. Ньютона — вул. Буковинська                                                                     |
|      | вул. Буковинська — вул. Акціонерна          | вул. Вантажна — вул. Акціонерна — вул. Прокатників — вул. Криворіжсталі — вул. Тбіліська — вул. Джека Лондона — вул. Широківська — вул. Свято-Миколаївська — вул. Прорізна — вул. Ньютона — вул. Буковинська                                                                           |
|      | вул. Буковинська — ПГЗК                     | вул. Буковинська — вул. Ньютона — вул. Прорізна — вул. Свято-Миколаївська — вул. Широківська — вул. Джека Лондона — вул. Каховська — вул. Тбіліська — Автошлях R74 — вул Чумацький Шлях — Південний проспект                                                                           |
|      | вул. Буковинська — вул. Збагачувальна       | вул. Буковинська — вул. Ньютона — вул. Прорізна — вул. Свято-Миколаївська — вул. Широківська — вул. Джека Лондона — вул. Каховська — вул. Тбіліська — Автошлях R74 — вул Чумацький Шлях — Південний проспект — вул. Панаса Мирного — вул. Збагачувальна                                |
|      | ст. Кривий Ріг-Головний — вул. Буковинська  | вул. Військових Медиків — вул. Магистральна — вул. Романа Рибалка — вул. Соборності — вул. Святогеоргіївська — вул. Вітчізни — вул. Криворіжсталі — вул. Тбіліська — вул. Джека Лондона — вул. Широківська — вул. Свято-Миколаївська — вул. Прорізна — вул. Ньютона — вул. Буковинська |

### Тролейбус
| №п/п | Маршрут                                                           | Траса маршруту |
| ---- | ----------------------------------------------------------------- | --- |
|      | Площа Захисників України — ст. Кривий Ріг-головний                | Центральний проспект — Проспект Миру — Університетський проспект — вул. Дніпровське Шосе — вул. Вечерньокутська — вул. Транспортна |
|      | Площа Захисників України — ст. Елекктрозаводська                  | Центральний проспект — Проспект Миру — вул. Вільної Ічкерії — вул. 80-ї Десантно-Штурмової Бригади — вул. Волонтерів — вул. Байди Вишневецького — вул. Бориса Грінченка — вул. Кирило-Мефодіївська — вул. Січеславська — вул. Короля Данила — вул. Костя Гордієнка — вул. Десантна — вул. Електрозаводська |
|      | Площа Захисників України — ПГЗК                                   | Центральний проспект — вул. Кобилянського — вул. Каховська — вул. Тбіліська — Автошлях R74 — вул Чумацький Шлях — Південний проспект |
|      | Площа Захисників України — Розвилка                               | Центральний проспект — Проспект Миру — Університетський проспект — вул. Дніпровське Шосе |
|      | Площа Захисників України — ст. Кривий Ріг-головний (ч-з Розвилку) | Центральний проспект — Проспект Миру — Університетський проспект — вул. Дніпровське Шосе — вул. Гетьмана Івана Мазепи — вул. Військових Медиків — вул. Вернадського — вул. Високовольтна— вул. Гетьмана Івана Мазепи |
|      | Площа Захисників України — Кільцева площа                         | вул. Наталії Кобринської — вул. Сергія Колачевського — вул. Симона Петлюри — вул. Романа Шухевича, вул. 77-ї Окремої Аеромобільної Бригади (в зворотньому шляху) — вул. Федора Караманиць — вул. Миколи Зінчевського — вул. Корнія Речмидила — вул. Електрична — вул. Січеславська — вул. Едуарда Фукса — Проспект 200-річчя Кривого Рогу — Майдан Олександра Химиченка — вул. Володимира Великого — вул. Вільної Ічкерії — Проспект Миру — Центральний проспект |
|      | Авіаколедж — мкрн. Східний-2                                      | Центральний проспект — вул. Кобилянського — вул. Вокзальна — вул. Криворіжсталі — Проспект Металургів — Університетський проспект — вул. Дніпровське Шосе — Об'їзна дорога — вул. Єгора Біркуна — вул. Сімонова — вул. Лісового |

### Маршрутне таксі
- 75. вул. Галахівська – вул. Дунайська
- 201. вул. Українська — ж/м Східний-3
- 203. пл. Захисників України — Розвилка
- 205. Школа № 23 — ст. Кривий Ріг-Головний
- 214. пл. Захисників України — мкр. 5-й Гірницький
- 217. маг. «Чебурашка» — вул. Сил Спеціальних Операцій
- 266. пл. Захисників України — ПГЗК
- 286. пл. Захисників України — ст. Кривий Ріг-Головний
- 287. Гімназія №95 — вул. Миколаївське шосе
- 293. ж/м Східний-1 — вул. Українська
- 295. 4 мкр. Карачуни — мкр. Індустріальний
- 312 мкр. Сонячний — 4 мкр. Карачуни

### Залізничні станції
- Кривий Ріг-Західний
- Карачуни (біля села Вільне)

## Постаті
- Мельников Анатолій В'ячеславович (1960—2017) — солдат Збройних сил України, учасник російсько-української війни.

## Криворізький фаховий коледж
Відокремлений структурний підрозділ «Криворізький фаховий коледж Національного авіаційного університету» заснований на загальнодержавній власності, підпорядкований Міністерству освіти і науки України. Місце знаходження: вулиця Туполєва, 1, Кривий Ріг, Дніпропетровська область, 50000.
Історія коледжу бере початок з червня 1951 року. За роки свого існування коледж став сучасним навчальним закладом і підготував понад 35 тисяч фахівців, які працюють не лише в Україні, але і поза її межами, більш як у 45 країнах світу. Для практичної підготовки навчальна авіаційна технічна база поповнилась літаками Іл-12, Іл-14, Ан-2, Ту-104, Мі-4, Мі-8, Іл-18, Ан-10, Ан-24 та інші. У 70-80 роки НАТБ училища поповнилася новою авіаційною технікою: Як-40, Ан-24, Ту-134, Ту-114, Ан-12, гелікоптерами різної модифікації. У зв'язку з виходом на трасу літаків Ту-154 та Як-40 зросло на них замовлення, а значить директивно збільшена чисельність курсантів до 600 чоловік. Училище було перейменовано в Криворізьке авіаційне технічне училище цивільної авіації (КРАТУ ЦА).
На початку 80-х років була розроблена концепція розвитку і вдосконалення навчального закладу. Відповідно до цієї програми було побудовано навчальний корпус на 1200 місць, два гуртожитки на 800 місць, корпус навчальної авіаційної технічної бази, 2 житлових будинки на 60 і 70 квартир, дитячий садок, спортивний зал; проведено реконструкцію котельні. Практично подвоїлись навчальні і виробничі площі. Придбані нові літаки Ту-154, Як-42, Ту-134 та комп'ютерна техніка. У 1991 році училищу присвоєно статус коледжу. За 67 років свого існування навчальний заклад підготував для авіаційної галузі понад 22 тис. спеціалістів та майже 3 тис. спеціалістів для країн усього світу., та отримав I—II рівень акредитації. 2006-го року коледж став частиною Національного авіаційного університету.
Основним завданням розвитку вищої освіти у Відокремленому структурному підрозділі «Криворізький фаховий коледж Національного авіаційного університету» стає виведення її на рівень державних і міжнародних стандартів, досягнення якісно нового рівня підготовки авіаційних фахівців, забезпечення високого науково-методичного і науково-технічного рівня навчально-виховного процесу; подальше формування змісту освіти на основі наскрізної комп’ютеризації, фундаменталізації і прогресивних технологій навчання; гуманізація освіти та всебічний розвиток особистості; підвищення наукового потенціалу педагогічних кадрів. Підготовка фахівців здійснюється на денній та заочній формі навчання:

### Денна форма навчання
Фаховий молодший бакалавр:
- 121 Інженерія програмного забезпечення
- 123 Комп’ютерна інженерія
- 141 Електроенергетика, електротехніка та електромеханіка
- 151 Автоматизація та комп’ютерно-інтегровані технології
- 172 Телекомунікації та радіотехніка
- 173 Авіоніка
- 275 Транспортні технології (повітряний транспорт)
- 272 Авіаційний транспорт

Бакалавр:
- 123 Комп’ютерна інженерія
- 141 Електроенергетика, електротехніка та електромеханіка
- 172 Телекомунікації та радіотехніка
- 272 Авіаційний транспорт
- 073 Менеджмент

Навчальна практика проводиться на навальній авіаційно-технічній базі та наземному радіополігоні. Виробничу практику курсанти проходять в авіаційних компаніях, на авіаційних заводах України, ДП «Антонова» та інших підприємствах. Курсанти навчаються на кафедрі військової підготовки. По закінченні навчання їм присвоюється військове звання «Молодший лейтенант запасу». Спортивна база налічує дві спортивних зали, стадіон на 2 тис. місць, борцівську та тренажерну зали. Функціонують щоденні спортивні секції з ігрових видів спорту, легкої атлетики тощо. Художньо-естетичне виховання є одним із складників виховного процесу. Центром цієї роботи є клуб на 650 місць. На базі клубу працюють духовий оркестр, танцювальний колектив, дискоклуб та інші.
Відокремлений структурний підрозділ «Криворізький фаховий коледж Національного авіаційного університету» - це єдиний фаховий коледж технічного спрямування в Дніпропетровській області і один з небагатьох в Україні, який готує фахових молодших бакалаврів і бакалаврів по наскрізним програмам та уклав договори з Національним авіаційним університетом та Харківським національним університетом радіоелектроніки про продовження навчання випускників коледжу для здобуття освітнього ступеня «Магістр».

### Заочна форма навчання
Фаховий молодший бакалавр:
- 123 Комп’ютерна інженерія
- 141 Електроенергетика, електротехніка та електромеханіка
- 151 Автоматизація та комп’ютерно-інтегровані технології
- 172 Телекомунікації та радіотехніка
- 173 Авіоніка
- 275 Транспортні технології (повітряний транспорт)
- 272 Авіаційний транспорт

Бакалавр:
- 123 Комп’ютерна інженерія
- 141 Електроенергетика, електротехніка та електромеханіка
- 172 Телекомунікації та радіотехніка
- 272 Авіаційний транспорт

Приймальня начальника коледжу
Приймальна комісія